# Zentrale Schwarzerde-Region

Die zentrale Schwarzerde-Region

Iwan Schischkins Gemälde Der Roggen zeigt die Waldsteppe

Die zentrale Schwarzerde-Region (russisch Центрально-Чернозёмная область) ist ein in Zentralrussland gelegener Teil des eurasischen Schwarzerdegürtels. Sie umfasst die Oblast Woronesch, Oblast Lipezk, Oblast Belgorod, Oblast Tambow, Oblast Orjol und Oblast Kursk. Zwischen 1928 und 1934 waren diese Gebiete auch administrativ in eine Oblast Zentrale Schwarzerde mit der Hauptstadt in Woronesch zusammengefasst.
Die zentrale Schwarzerde-Region ist bekannt für ihre sehr fruchtbaren Schwarzerde-Böden, die ihr ihren Namen gaben. Obwohl die Region primär landwirtschaftlich genutzt wurde, förderten hier die Sowjets auch die Industrie, basierend auf den Eisenerzen der Kursker Magnetanomalie.
Das Gebiet beinhaltet ein 42 km² großes Biosphärenreservat, das 1935 an der Grenze zwischen Oblast Kursk und Oblast Belgorod geschaffen wurde. Es dient als Musterbeispiel der Waldsteppe in Europa und besteht aus typischem unberührtem Steppenland (Zelina) sowie Laubwäldern.